# Santa Praxedes
Santa Praxedes is een gemeente in de Filipijnse provincie Cagayan op het eiland Luzon. Bij de laatste census in 2007 had de gemeente ruim 3 duizend inwoners.

## Geografie

### Bestuurlijke indeling
Santa Praxedes is onderverdeeld in de volgende 10 barangays:
| - Cadongdongan - Capacuan - Centro I - Centro II - Macatel | - Portabaga - Salungsong - San Juan - San Miguel - Sicul |

## Demografie
Santa Praxedes had bij de census van 2007 een inwoneraantal van 3.379 mensen. Dit zijn 427 mensen (14,5%) meer dan bij de vorige census van 2000. De gemiddelde jaarlijkse groei komt daarmee uit op 1,88%, hetgeen lager is dan het landelijk jaarlijks gemiddelde over deze periode (2,04%). Vergeleken met de census van 1995 is het aantal mensen met 670 (24,7%) toegenomen.

De bevolkingsdichtheid van Santa Praxedes was ten tijde van de laatste census, met 3.379 inwoners op 109,97 km², 24,6 mensen per km².